# Новоберезанский
Новобереза́нский — посёлок в Кореновском районе Краснодарского края. Административный центр Новоберезанского сельского поселения.

## География
Посёлок расположен в степной местности на севере Кореновского района Краснодарского края. Северо-западнее Новоберезанского находится посёлок Привольный, юго-западнее — посёлок Пролетарский, юго-восточнее — посёлок Братский, северо-восточнее — посёлок Раздольный. К западу от посёлка находятся истоки реки Незайманки и её притока — речки Сухенькая (бассейн Бейсуга).

## История
15 марта 1932 года из Тихорецкого совхоза были организованы зерносовхозы, в том числе и «Березанский зерносовхоз». Посёлок зверосовхоза был назван Новоберезанский (от наименования соседней станицы Березанская). В том же году был образован Новоберезанский сельский Совет. В 1957 году Анапский сельский Совет народных депутатов вошёл в состав Новоберезанского с/с. 26 декабря 1991 года был ликвидирован исполнительный комитет Новоберезанского с/с, правопреемником которого стала администрация Новоберезанского сельсовета. 24 декабря 1993 года администрация Новоберезанского сельсовета была переименована в Новоберезанскую сельскую администрацию. 15 июля 1997 года № 529, в соответствии с Уставом Кореновского района было утверждено Положение об администрации Новоберезанского сельского округа. С 2006 года посёлок является административным центром Новоберезанского сельского поселения.

## Население
| 2002 | 2010  |
| ---- | ----- |
| 2596 | ↘2532 |

## Уличная сеть
| - пер. Разина, - ул. Восточная, - ул. Гагарина, - ул. Гаражная, - ул. Дачная, - ул. Зелёная, - ул. Комсомольская, - ул. Кочубея, | - ул. Кубанская, - ул. Ленинградская, - ул. Лермонтова, - ул. Ломоносова, - ул. Мира, - ул. Мурадова, - ул. Новая, - ул. Олимпийская, | - ул. Пионерская, - ул. Пролетарская, - ул. Садовая, - ул. Северная, - ул. Советская, - ул. Строительная, - ул. Суворова, - ул. Фестивальная. |

### Карты
- [web.archive.org/web/20040831232315/mapl37.narod.ru/map1/il37079.html Топографическая карта. L-37-79 — 1 : 100 000]
- Новоберезанский на Wikimapia
- Новоберезанский. Публичная кадастровая карта Архивная копия от 7 марта 2016 на Wayback Machine